# Dinos de Saltillo
Stade
Les Dinos de Saltillo sont une équipe mexicaine de football américain basée à Saltillo, dans l'État de Coahuila. Ils appartiennent à la Ligue de football américain (LFA) du Mexique. Ensemble avec les Fundidores de Monterrey, ils rejoignent la ligue en tant qu'équipes d'extension pour la saison 2017. L'équipe est basée au Stade Olympique de Saltillo, également connu sous le nom de Desierto Jurásico.

## Histoire
L’équipe est fondée en septembre 2016 sous le nom de Dinos, en mémoire de l’équipe disparue des Dinosaurios de Saltillo, qui existe de 1995 à 1996 et qui a été championne nationale dans sa dernière année en Liga Nacional de Fútbol Americano (LNF), la ligue de football américain qui a précédé la LFA.

### Saison 2017
Lors de sa première saison, sous la direction de l'entraîneur Guillermo Ruiz Burguete, ils terminent avec un bilan négatif de 2-5 en saison régulière mais, en raison du système de compétition, ils se qualifient pour les séries éliminatoires. Le 23 avril 2017, ils remportent le championnat de la Division Nord en battant les Raptors 13-10 grâce à un field goal à la dernière minute et se qualifient pour la grande finale, le Tazón México II. Malheureusement il ne pourront pas empêcher les Mayas de réaliser de doublé et se font battre 24-18 au stade Jesús Martínez « Palillo » à Mexico.

### Saison 2018
Pour la saison 2018, l'équipe est franchisée et accueille un nouveau personnel d'entraîneurs dirigé par Carlos Cabral. En saison régulière, ils ont un bilan positif de 4-3, se qualifiant encore pour les playoffs, cette fois en première place de leur division. Dans le match de championnat de la Division Nord, ils sont vaincus par les Raptors, 6 à 21 au Stade Olympique de Saltillo.

### Saison 2019
Lors de leur troisième campagne, un nouveau personnel d'entraîneurs dirigé par Gustavo Adame est arrivé. En saison régulière, ils ont un bilan négatif de 3-5, même ont la possibilité de se qualifier pour les playoffs, mais selon les critères d'égalité avec la LFA, les Fundidores se qualifient pour les séries éliminatoires car ils ont plus de jeux gagnés au sein des équipes de la division. Les Dinos restent à la troisième place de la division, empêchant une qualification pour les séries éliminatoires pour la troisième année consécutive.

## La draft
| Tour | Sél | Prénom              | Nom                    | Université             |
| ---- | --- | ------------------- | ---------------------- | ---------------------- |
| 1    | 6   | Jose Michell        | Lopez Valdez           | Autenticos Tigres      |
| 2    | 12  | Joaquin             | Davila Martinez        | Auténticos Tigres UANL |
| 3    | 18  | Adrián Alejandro    | Martínez Armendáriz    | Auténticos Tigres UANL |
| 4    | 24  | Cesar Daniel        | Guzman                 | UAdeC                  |
| 5    | 30  | Mario Alberto       | Rubio Gonzales         | Autenticos Tigres      |
| 6    | 36  | Genaro Jose         | Alfonsin Romero        | Autenticos Tigres      |
| 7    | 42  | Francisoco De Jesus | Mata Charles           | Autenticos Tigres      |
| 8    | 44  | Edgar Daniel        | Razo Cervantes         | Autenticos Tigres      |
| 8    | 46  | Gabriel             | Tadeo De Hoyos Encinia | UAdeC                  |

## Les joueurs
| N° | Joueur                            | Pos | Poids | Taille | Âge | Équipe universitaire |
| -- | --------------------------------- | --- | ----- | ------ | --- | -------------------- |
| 1  | MARIO RUBIO GONZALEZ              | WR  | 78    | 1.75   | 24  | AUTENTICOS TIGRES    |
| 2  | ADRIAN MARTINEZ ARMENDARIZ        | LB  | 93    | 1.81   | 26  | AUTENTICOS TIGRES    |
| 3  | GERARDO ELIAS ALVAREZ OVALLE      | WR  | 76    | 1.75   | 29  | LOBOS UAC            |
| 4  | ALBERTO GERARDO GARCIA ALVAREZ    | QB  | 107   | 1.83   | 29  | AUTENTICOS TIGRES    |
| 5  | ROBERTO RAZO CERVANTES            | DB  | 100   | 1.90   | 30  | AUTENTICOS TIGRES    |
| 6  | FERNANDO RICHARTE MARTINEZ        | WR  | 74    | 1.84   | 25  | AUTENTICOS TIGRES    |
| 7  | DEVANTE THOMAS DAVINA             | DB  | 83    | 1.76   | 26  | WESTERN KENTUKY      |
| 8  | RICARDO YAÑEZ BALDERAS            | DL  | 90    | 1.80   | 28  | AUTENTICOS TIGRES    |
| 9  | ALEJO GONZALEZ TREVIÑO            | WR  | 80    | 1.85   | 27  | AUTENTICOS TIGRES    |
| 11 | DANIEL CARRETE LANDEROS           | LB  | 100   | 1.88   | 27  | AUTENTICOS TIGRES    |
| 12 | GUILLERMO GARZA SERNA             | DB  | 88    | 1.76   | 32  | DINOS LFA            |
| 13 | LUIS GOMEZ BRULL                  | QB  | 106   | 1.95   | 24  | AUTENTICOS TIGRES    |
| 15 | JOSE ENRIQUE ROMERO MARTINEZ      | LB  | 98    | 1.80   | 26  | FUNDIDORES           |
| 18 | FRANCISCO MATA CHARLES            | QB  | 94    | 1.81   | 25  | AUTENTICOS TIGRES    |
| 19 | SAUL GUTIERREZ CORREA             | LB  | 90    | 1.78   | 26  | FOD UANL             |
| 21 | EDUARDO CAVAZOS AVILA             | DB  | 92    | 1.90   | 31  | DINOS LFA            |
| 22 | EDGAR DANIEL RAZO CERVANTES       | DB  | 88    | 1.79   | 26  | AUTENTICOS TIGRES    |
| 24 | SERGIO SCHIAFFINO PEREZ           | DB  | 80    | 1.75   | 25  | BORREGOS ITESM       |
| 25 | ADOLFO ADAME FARIAS               | DB  | 80    | 1.76   | 30  | DINOS LFA            |
| 26 | JOSE LUIS DURAN ESACREÑO          | DB  |       |        |     |                      |
| 27 | JOAN MEDINA TABITAS               | RB  | 80    | 1.78   |     | AUTENTICOS TIGRES    |
| 28 | RODOLFO VILLARREAL GARZA          | RB  | 80    | 1.74   | 27  | AUTENTICOS TIGRES    |
| 29 | JAVIER ALONSO CARRETE LANDEROS    | WR  | 93    | 1.84   | 23  | AUTENTICOS TIGRES    |
| 32 | JOSE ALFONSIN ROMERO              | DB  | 83    | 1.76   | 25  | AUTENTICOS TIGRES    |
| 34 | VICTOR RODRIGUEZ SOSA             | FB  | 107   | 1.80   | 30  | AUTENTICOS TIGRES    |
| 41 | CRISTIAN TREVIÑO SCHOBERT         | LB  | 90    | 1.77   | 33  | UVM GUADALAJARA      |
| 45 | OSCAR HUGO SILVA RETA             | K   | 87    | 1.84   | 29  | AUTENTICOS TIGRES    |
| 55 | EDGAR CAVAZOS AVILA               | OL  | 149   | 1.97   | 30  | AUTENTICOS TIGRES    |
| 56 | OSCAR FEDERICO GARZA LUGO         | DL  | 105   | 1.88   | 30  | JAGUARES UR          |
| 57 | CESAR DANIEL ORRANTE VALDES       | LB  |       |        |     |                      |
| 58 | LUIS MELO CANALES                 | DL  | 105   | 1.80   | 26  | LOBOS DE LA UADEC    |
| 60 | MIGUEL ALEJANDRO RAMIREZ MARTINEZ | OL  | 120   | 1.85   | 29  | UMM                  |
| 70 | DANIEL ALBERTO GUZMAN GUEVARA     | OL  | 119   | 1.89   | 26  | LOBOS DE LA UADEC    |
| 71 | JOAQUIN DAVILA MARTINEZ           | OL  | 155   | 1.92   | 25  | AUTENTICOS TIGRES    |
| 74 | JOSE MICHELL LOPEZ VALDEZ         | OL  | 120   | 1.93   | 25  | AUTENTICOS TIGRES    |
| 77 | JAIME SONNY ABARCA CASTILLO       | OL  | 120   | 1.83   | 28  | DINOS LFA            |
| 78 | FEDERICO FLORES OVALLE            | OL  | 127   | 1.81   | 23  | DINOS LFA            |
| 84 | ALBERTO FEDERICO VAZQUEZ QUIROZ   | WR  | 80    | 1.70   | 24  | DINOS LFA            |
| 88 | JUAN FRANCISCO ALARCON HINOJOSA   | WR  | 105   | 1.88   | 28  | LEYES UANL           |
| 89 | KEVIN IBRAHIM ALEMAN RAMIREZ      | WR  | 70    | 1.95   | 23  | AUTENTICOS           |
| 92 | JOAQUIN PEREZ GONZALEZ            | DL  | 113   | 1.90   | 25  | AUTENTICOS TIGRES    |
| 98 | JHONATAN COLORADO DE LA PEÑA      | DL  | 109   | 1.84   | 28  | BORREGOS ITESM       |
| 99 | PEDRO GUERRERO OCAÑAS             | DL  | 113   | 1.82   | 26  | AUTENTICOS TIGRES    |

## Les statistiques
| Saison | Entraîneur              | Saison régulière | Saison régulière | Saison régulière  | Playoffs | Playoffs | Playoffs                                   |
| Saison | Entraîneur              | Bilan            | Pct              | Classement        | Bilan    | Pct      | Résultat                                   |
| ------ | ----------------------- | ---------------- | ---------------- | ----------------- | -------- | -------- | ------------------------------------------ |
| 2017   | Guillermo Ruiz Burguete | 2-5              | 0.286            | 2e Division Nord  | 1-1      | 0.500    | Défaite au Tazón México III Mayas 24-18    |
| 2018   | Carlos Cabral           | 4-3              | 0.571            | 1er Division Nord | 0-1      | 0.000    | Défaite au championnat de division Raptors |
| 2019   | Gustavo Adame           | 3-5              | 0.375            | 3e Division Nord  | -        | -        | non qualifiés                              |

## Le calendrier
| Semaine | Date       | Heure | Adversaire |
| ------- | ---------- | ----- | ---------- |
| 1       | 22 février | 21 h  | Fundidores |
| 2       | 2 mars     | 18 h  | Raptors    |
| 3       | 10 mars    | 12 h  | Osos       |
| 4       | 17 mars    | 12 h  | Mayas      |
| 5       | 23 mars    | 18 h  | Mexicas    |
| 6       | 30 mars    | 18 h  | Fundidores |
| 7       | 6 mars     | 18 h  | Osos       |
| 8       | 13 mars    | 16 h  | Raptors    |